# 행사 일정표
행사 일정표는 행사 일정 프로그램을 일자별, 시간대별 순서로 표를 만들어, 정리 두는 것이 편하다. 주로 시무식 및 종무식, 취임식, 퇴임식 등의 각종 행사 진행에 사용하는 목적이다.